# 拉艾勒孔特
拉艾勒孔特（法語：La Haye-le-Comte，法語發音：[la ɛ lə kɔ̃t]）是法国厄尔省的一个市镇，属于莱桑德利区。

## 地理
拉艾勒孔特（49°11'51"N, 1°8'53"E）面积3.32 平方千米，位于法国诺曼底大区厄尔省，该省份为法国北部内陆省份，北起滨海塞纳省，西接奧恩省和卡爾瓦多斯省，南至厄尔-卢瓦省，东临瓦兹省、瓦兹河谷省和伊夫林省。
与拉艾勒孔特接壤的市镇（或旧市镇、城区）包括：卢维耶、勒梅尼勒茹尔丹、叙尔维尔。

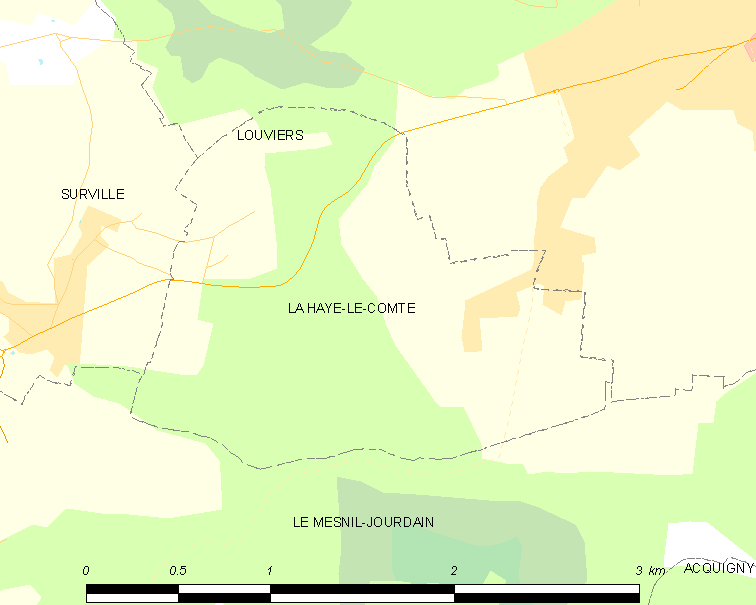
拉艾勒孔特的OSM定位图

拉艾勒孔特的时区为UTC+01:00、UTC+02:00（夏令时）。

## 行政
拉艾勒孔特的邮政编码为27400，INSEE市镇编码为27321。

## 政治
拉艾勒孔特所属的省级选区为蓬德拉尔什县。

## 人口

1962-2008年间拉艾勒孔特人口变化图示

拉艾勒孔特于2022年1月1日时的人口数量为145人。